# (32664) 6072 P-L
6072 P-L (asteroide 32664) é um asteroide da cintura principal. Possui uma excentricidade de 0.08432480 e uma inclinação de 1.23617º.
Este asteroide foi descoberto no dia 24 de setembro de 1960 por Cornelis Johannes van Houten e Ingrid van Houten-Groeneveld e Tom Gehrels em Palomar.